# Ron Arad (designér)
Ron Arad (hebrejsky: רון ארד, narozený 24. dubna 1951) je izraelský průmyslový designér, umělec a architekt žijící ve Spojeném království. Britskými deníky je označován za předního britského designéra či za nejslavnějšího produktového designéra Británie. Je majitelem designérské a architektonické firmy Ron Arad Associates.

## Biografie
Narodil se v Tel Avivu do umělecké komunistické rodiny. Jeho matka byla malířka a fotografka původem z Bulharska, avšak vyrůstala v Izraeli, zatímco otec byl sochař a fotograf původem z Ruska, který vyrůstal ve Vídni. V letech 1971 až 1973 studoval na Becalelově akademii umění a designu v Jeruzalémě a následně v letech 1974 až 1979 na Architectural Association School of Architecture v Londýně. Po dokončení studií si otevřel studio v Covent Garden.
Mezi jeho celou řadu návrhů patří například polička Bookworm, jenž navrhl roku 1994, a která se ještě v roce 2011 vyrábí italskou společností Kartell. V roce 2005 navrhl lustr pro společnost Swarovski, která díky LED diodám umožňuje zobrazit text SMS zprávy, která lze lustru zaslat.
Je i akademicky činný; v letech 1994 až 1997 byl profesorem designu na vídeňské Hochschule für Angewandte Kunst a poté v letech 1997 až 2009 vedl katedru produktového designu na Royal College of Art.
V roce 2008 navrhl Bauhaus muzeum v Tel Avivu.
Jeho díla byla vystavována v řadě světových muzeí a galerií a jsou součástí sbírek řady těchto institucí, jmenovitě jde například o Centre Georges Pompidou a Musée national d'art moderne v Paříži, Metropolitní muzeum umění v New Yorku či Victoria and Albert Museum v Londýně.
Je jedním z autorů budovy Muzea designu, která byla v roce 2010 otevřena v izraelském Cholonu. Téhož roku mu byl udělen čestný doktorát na Telavivské univerzitě.
Je ženatý a má dvě dcery. Od roku 1973 žije v Londýně.

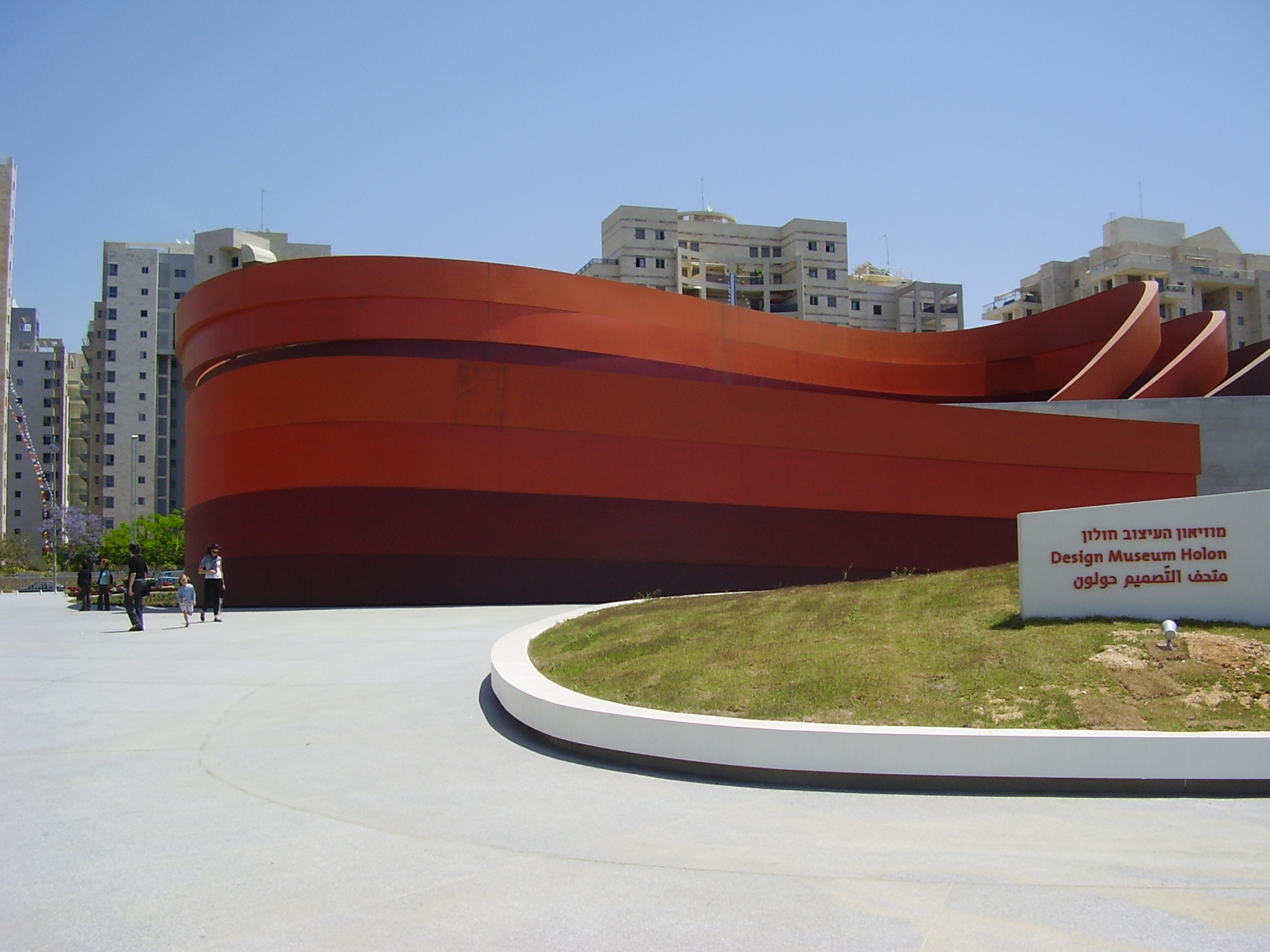
Muzeum designu v Cholonu
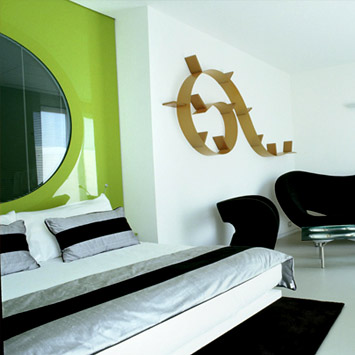
„Duomo Hotel“ včetně poličky Bookworm ve Victoria and Albert Museum
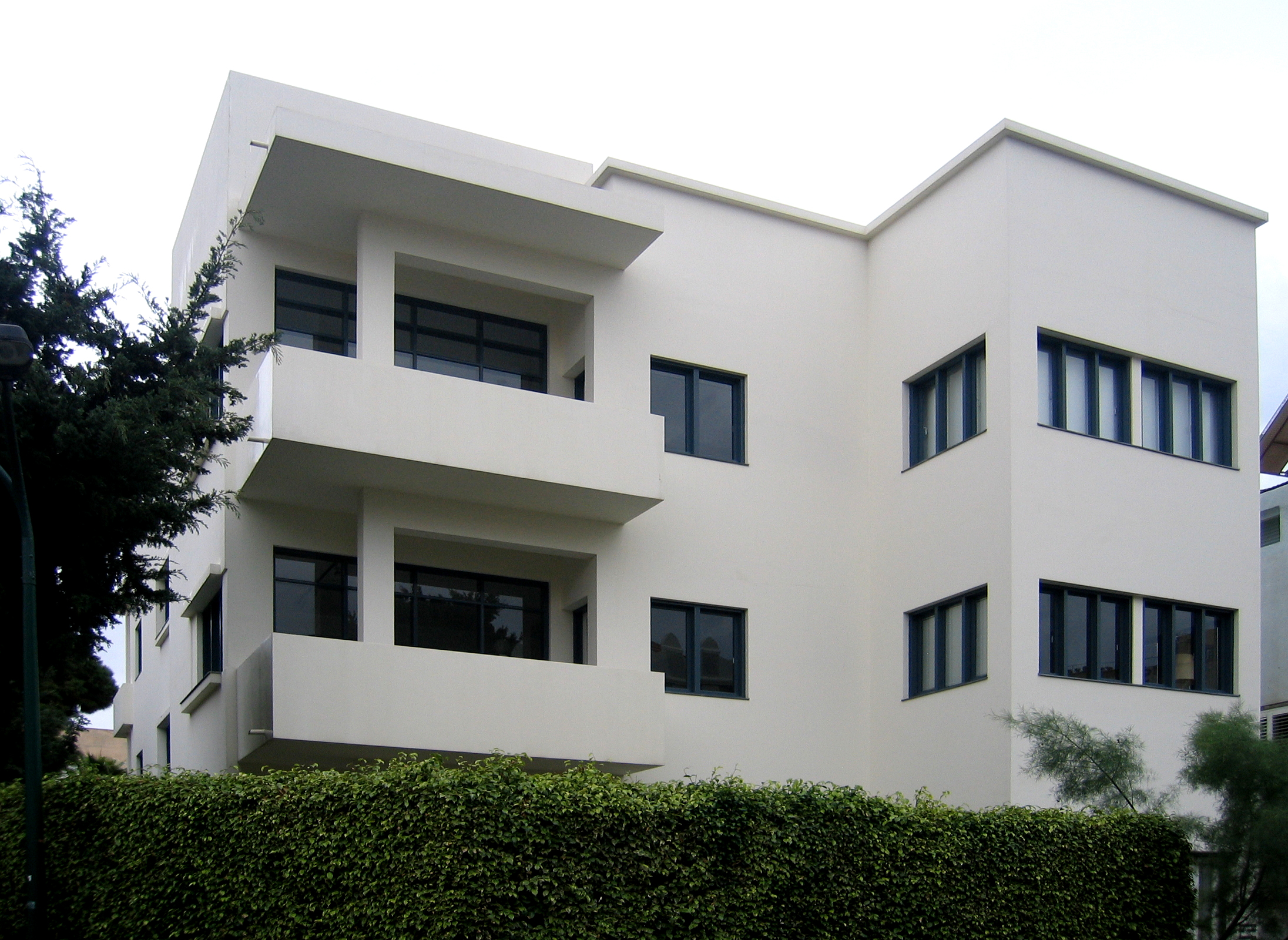
Bauhaus muzeum v Tel Avivu
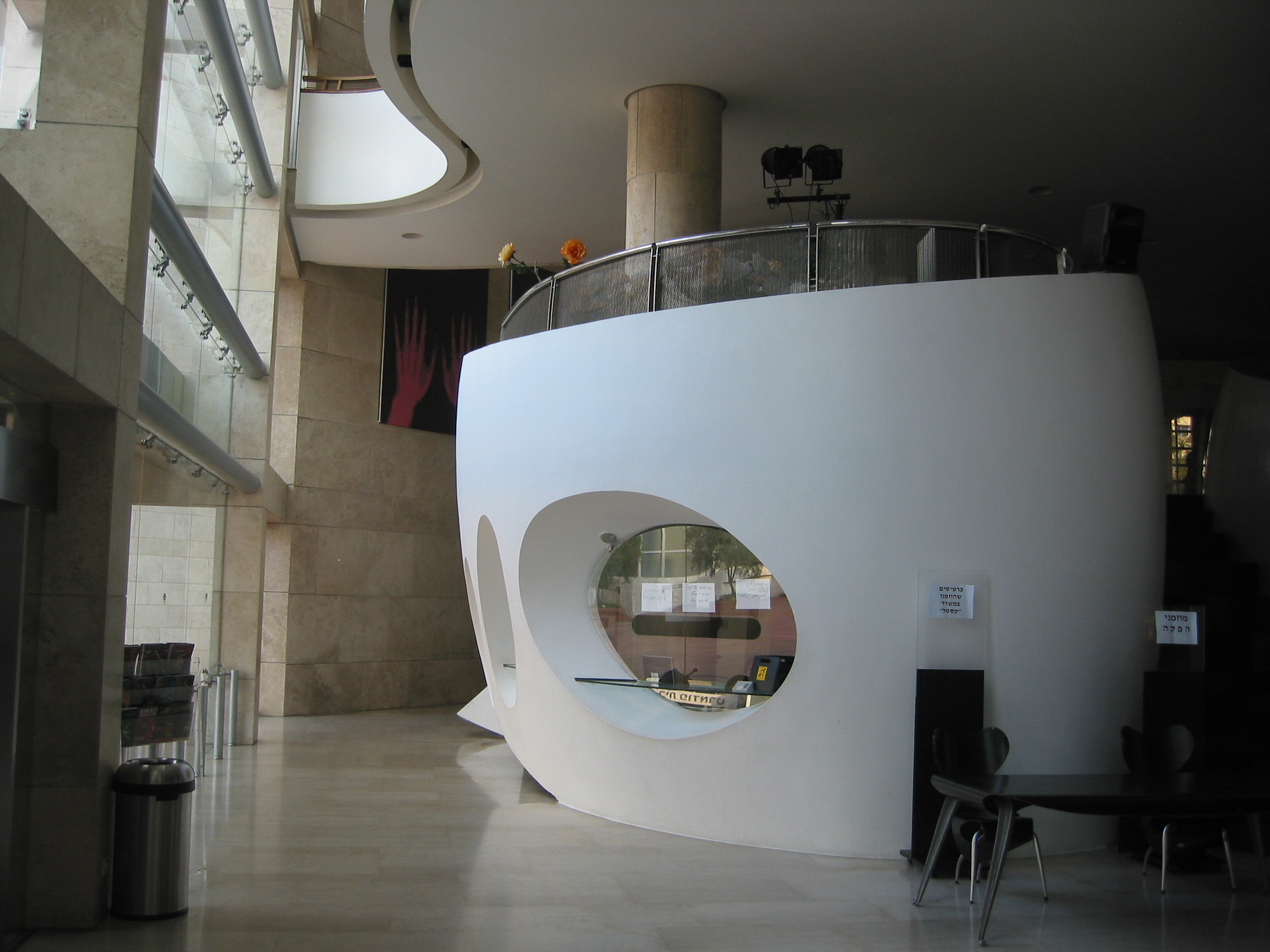
Performing Arts Center v Tel Avivu